# Oh Hyun Min
Oh Hyun Min (hangul: 오현민, hanja: 吳炫旻, romanización revisada: Oh Hyeon Min; Mokpo, Jeolla del Sur, 6 de junio de 1995), es una personalidad de la televisión surcoreana. Es conocido por sus apariciones en la teleserie The Genius.

## Carrera
Oh Hyun Min apareció en el programa concurso The Genius como un participante no famoso. Después de The Genius, firmó un contrato exclusivo con Chorokbaem Juna E&M y se hizo entretenedor.
En abril de 2017, firmó un contrato exclusivo con la agencia Woollim Entertainment.

## Filmografía

### Programas de televisión
| Año     | Canal             | Título                                      | Notas                                                                                       | Ref   |
| ------- | ----------------- | ------------------------------------------- | ------------------------------------------------------------------------------------------- | ----- |
| 2014    | tvN               | The Genius: Black Garnet                    | 2014/10/01-2014/12/17 Finalista                                                             |       |
| 2015    | KBS2              | 1 VS 100                                    | 2015/04/07                                                                                  |       |
| 2015    | tvN               | The Genius: Grand Final                     | 2015/06/27-2015/09/12 Top 3                                                                 | [ 3 ] |
| 2015    | KBS2              | Crisis Escape No. 1                         | 2015/10/26-2015/11/16                                                                       |       |
| 2015    | KBS2              | Hello Counselor                             | 2015/12/07                                                                                  |       |
| 2015    | tvN               | Sell TV Time                                | 2015/12/10                                                                                  |       |
| 2015-16 | EBS               | Oh My Future 2035                           | 2015/12/28-                                                                                 |       |
| 2015-16 | XTM               | Time Out                                    | 2015/12/30-2016/02/24                                                                       |       |
| 2016    | JTBC              | Code - Secret Room                          | 2016/01/01-2016/03/25 Ganó ambas la primera ronda (individual) y la segunda ronda (equipo). | [ 4 ] |
| 2016    | KBS2              | Crisis Escape No. 1                         | 2016/01/11 Con su padre                                                                     | [ 5 ] |
| 2016    | Mnet              | I Can See Your Voice 2                      | 2016/01/14                                                                                  |       |
| 2016    | SBS               | Investors                                   | 2016/05/15-2016/07/03                                                                       |       |
| 2016    | tvN               | Oh My God                                   | 2016/05/17                                                                                  |       |
| 2016    | SBS               | Finding Genius                              | 2016/05/25                                                                                  |       |
| 2016    | SBS Plus          | Veteran Handmade Talkshow                   | 2016/10/03                                                                                  |       |
| 2016    | JTBC              | Tribe of Hip Hop 2                          | 2016/11/01-2016/12/06, 2017/01/17                                                           |       |
| 2016    | OGN               | Watchman Expansion                          | 2016/11/24-2016/12/01                                                                       |       |
| 2016    | Comedy TV         | Lucky Race                                  | 2016/11/24-2016/12/01                                                                       |       |
| 2016    | EBS               | Janghak Quiz                                | 2016/12/31                                                                                  | [ 6 ] |
| 2017    | YouTube, Naver TV | The Strongest Match                         | 2017/02/17-2017/04/07                                                                       |       |
| 2017    | SBS               | Game Show                                   | 2017/04/08-2017/04/29                                                                       |       |
| 2017    | SBS               | Finding Genius                              | 2017/05/03                                                                                  |       |
| 2017    | KBS2              | Hello Counselor                             | 2017/05/22                                                                                  |       |
| 2017    | Mnet              | 2017 Woollim Pick                           | 2017/05/30, 2017/07/18                                                                      | [ 7 ] |
| 2017    | XTM               | Game Man Lab                                | 2017/07/02                                                                                  |       |
| 2017    | XTM               | Hotscientists                               | 2017/07/24                                                                                  |       |
| 2017    | SBS               | Game Show                                   | 2017/09/09-2017/09/23                                                                       |       |
| 2017    | OBS               | Eodi Road                                   | 2017/10/01-2017/10/22                                                                       |       |
| 2018    | Channel A         | Heard It Through the Grapevine              | 2018/01/15                                                                                  |       |
| 2018    | MBC               | Ranking Show 1,2,3                          | 2018/03/30                                                                                  |       |
| 2018    | MBC               | Ranking Show 1,2,3                          | 2018/06/08                                                                                  |       |
| 2018    | TV Chosun         | Hay Una Razón Por Qué Las Mujeres Se Enojan | 2018/06/22-2018/07/27                                                                       |       |
| 2018    | Comedy TV         | Space Talk: Mystery Talk Show               | 2018/08/09-2018/09/20 (Jue), 2018/10/02-2018/10/30 (Mar)                                    |       |
| 2018    | E Channel         | Joint Study Area - JSA                      | 2018/09/11-2018/11/13                                                                       |       |
| 2018    | KBS2              | Especial de Chuseok de KBS: War of Teachers | 2018/09/24                                                                                  | [ 8 ] |
| 2018    | SBS               | Finding Genius                              | 2018/12/19-2018/12/26                                                                       |       |
| 2019    | KBS N Sports      | E-Game Thrones                              | 2019/09/09                                                                                  |       |
| 2019    | SBS Plus          | Buenos Amigos                               | 2019/09/29-2019/10/20                                                                       |       |
| 2020    | tvN               | Problematic Men                             | 2020/02/13                                                                                  |       |

## Programas de radio
| Año  | Canal        | Título                     | Notas                             |
| ---- | ------------ | -------------------------- | --------------------------------- |
| 2017 | SBS Power FM | Lee Guk Joo's Young Street | 2017/04/11-2017/05/30, los martes |
| 2019 | SBS Power FM | Bae Sung-jae's Ten         | 2019/01/27                        |

## Presentador
| Fecha                | Evento                            | Presentadores               | Notas |
| -------------------- | --------------------------------- | --------------------------- | ----- |
| 28 de agosto de 2017 | El showcase debut de Golden Child | Lee Sung Yeol y Oh Hyun Min | [ 9 ] |

## Anuncios
- 2015: KS Mango Seco